# Where Them Girls At
«Where Them Girls At» — песня французского диджея Давида Гетты с его пятого студийного альбома Nothing but the Beat. Исполнена при участии американского рэпера Флоу Райды и тринидадской рэперши Ники Минаж. Композиция была выпущена для цифрового скачивания 2 мая 2011 года лейблом Virgin Records (EMI во Франции). Песня была написана Майклом Кэреном, Джаредом Коттером, Флоу Райдой, Давидом Геттой, Ники Минаж, Хуаном и Оскаром Силинасой, Джиороджио Тюинфортом и Сэнди Ви.
Первоначально «Where Them Girls At» была записана в 2010 году и исполнена Флоу Райдой, однако после начала сотрудничества с Минаж, Гетта решил попросить Минаж участвовать в создании песни, Минаж согласилась и решила спеть. Компьютерные хакеры получили версию песни а капелла и опубликовали песню в «сыром» виде, в интернете. Впоследствии Гетта и его лейбл выпустили песню раньше запланированного и попросили сотрудников Пентагона расследовать это дело.
«Where Them Girls At» сочетает в себе electro house и хип-хоп. До выхода, первоначальные обзоры были положительными, всем понравилась музыка и стихи. Видеоклип, сопровождающий музыку, был снят в Лос-Анджелесе в мае 2011-го и выпущен 28 июня 2011-го.

## Справка

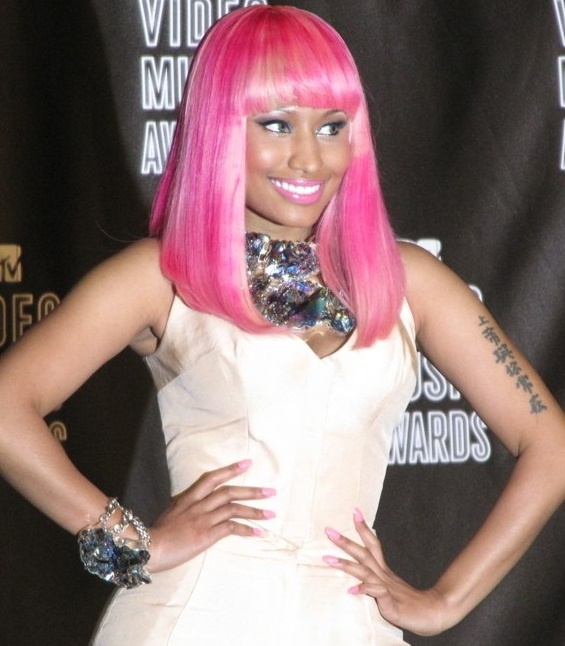
Это была последняя минута нахождения Ники Минаж на красной дорожке. Её выступление на премии понравилось критикам.

Гетта впервые работал с американским рэпером Flo Rida в 2010 году, когда помогал в создании альбома для Флоу Only One Flo (Part 1) Одновременно Гетта писал саундтрек для фильма Шаг вперёд 3D. Дуэт выпустил песню «Club Can't Handle Me» в 2010 году, при услловии, что Флоу Райда будет помогать Давиду в создании его пятого студийного альбома Nothing But the Beat. Позже Гетта предложил Ники Минаж сотрудничать. Ники Минаж согласилась, хотя, материал для песни «Where Them Girls At» она прослушала только 1 раз. Песня была написана Майклом Кареном, Джаред Коттером , Flo Rida, David Guetta, Nicki Minaj, Хуан и Оскар Силинасами, Джорджио Туинтфортом и Сэнди Ви.
В интервью MTV News в марте 2011 года Гетта рассказал, что он выбирает между двумя треками, чтобы выпустить в качестве первого сингла с его предстоящего пятого студийного альбома: песня с английским певецом Taio Cruz и американским рэпером Ludacris названная «Little Bad Girl» или трек с Rida и Minaj так же известен как «Where Dem Girls At?». Клип на песню «Where Them Girls At?» получил высокую оценку критиков." Основной пик трека"Where Them Girls At" в США на радио пришёл 17 мая 2011 года.

## Восприятие

### Реакция критиков
Льюис Корнэр из Digital Spy сказал: Минаж использовала манеру исполнения, нехарактерную для других исполнителей. Он оценил песню тремя из пяти звезд.

### Появление в странах и продажи
«Where Them Girls At» попала в топ-10 в Новой Зеландии и в топ-20 в Ирландии и Нидерландах. Кроме того, песня заняла первое место на бельгийских Ultratip и шотландских чартах. В UK Singles Chart песня заняла третье место. В США заняла 14-е место на Billboard Hot 100 чарте. Было продано около 160 000 копий песни менее, чем за одну неделю. А в сентябре 2011 года в США было продано 1 000 000 копий. Также песня заняла третье место в Канаде, в чарте Canadian Hot 100.

## Музыкальное видео
27 июня 2011 года официальное видео «Where Them Girls At» было выпущено на Facebook на фан-странице «David Guetta Turkiye» и 28 июня на канале YouTube иVevo.
Видео показывает гигантские пузыри, летающие по улицам Лос-Анджелеса. Внутри их находятся биты. Когда люди лопают пузыри, они начинают танцевать бесконтрольно. Флоу Райда читает рэп возле бассейна, а Ники Минаж появляется в художественной галерее с моделями(Чадд Смит и Каспер Смарт из LXD. А тем временем Давид находится на крыше и проигрывает песню. Пузырьки, которые исходят от оборудования Давида, привлекают многих людей (особенно женщин).

### Реклама
В видео Давид Гетта смотрит на часы Ice Watch, фотографирует смартфоном Sony Ericsson Xperia Play. Там также есть большой анимированный стенд Renault Twizy Z.E..

## Список композиций
| №  | Название                                                   | Длительность |
| -- | ---------------------------------------------------------- | ------------ |
| 1. | «Where Them Girls At» (featuring Flo Rida and Nicki Minaj) | 3:14         |

| №  | Название              | Version      | Длительность |
| -- | --------------------- | ------------ | ------------ |
| 1. | «Where Them Girls At» | Instrumental | 3:34         |

| №  | Название                                                   | Version               | Длительность |
| -- | ---------------------------------------------------------- | --------------------- | ------------ |
| 1. | «Where Them Girls At» (featuring Flo Rida and Nicki Minaj) | Sidney Samson Remix   | 5:12         |
| 2. | «Where Them Girls At» (featuring Flo Rida and Nicki Minaj) | Afrojack Remix        | 6:26         |
| 3. | «Where Them Girls At» (featuring Flo Rida and Nicki Minaj) | Nicky Romero Remix    | 5:28         |
| 4. | «Where Them Girls At» (featuring Flo Rida and Nicki Minaj) | Gregori Klosman Remix | 6:17         |
| 5. | «Where Them Girls At» (featuring Flo Rida and Nicki Minaj) | Daddy’s Groove Remix  | 6:19         |
| 6. | «Where Them Girls At» (featuring Flo Rida and Nicki Minaj) | Tim Mason Remix       | 4:36         |

| №  | Название                                                   | Version        | Длительность |
| -- | ---------------------------------------------------------- | -------------- | ------------ |
| 1. | «Where Them Girls At» (featuring Flo Rida and Nicki Minaj) | Single Version |              |
| 2. | «Where Them Girls At» (featuring Flo Rida and Nicki Minaj) | Remix Edit     |              |

| №  | Название                                                   | Version               | Длительность |
| -- | ---------------------------------------------------------- | --------------------- | ------------ |
| 1. | «Where Them Girls At» (featuring Flo Rida and Nicki Minaj) | Afrojack Remix        |              |
| 2. | «Where Them Girls At» (featuring Flo Rida and Nicki Minaj) | Sidney Samson Remix   |              |
| 3. | «Where Them Girls At» (featuring Flo Rida and Nicki Minaj) | Gregori Klosman Remix |              |
| 4. | «Where Them Girls At» (featuring Flo Rida and Nicki Minaj) | Nicky Romero Remix    |              |
| 5. | «Where Them Girls At» (featuring Flo Rida and Nicki Minaj) | Daddy’s Groove Remix  |              |
| 6. | «Where Them Girls At» (featuring Flo Rida and Nicki Minaj) | Original              |              |

## Чарты и сертификация
| Чарт (2011)                         | Высшая позиция |
| ----------------------------------- | -------------- |
| Австралия (ARIA)                    | 6              |
| Австрия (Ö3 Austria Top 40)         | 3              |
| Бельгия/Фландрия (Ultratop 50)      | 4              |
| Бельгия/Валлония (Ultratop 50)      | 2              |
| Canada (Canadian Hot 100)           | 3              |
| Чехия (Rádio — Top 100)             | 12             |
| Дания (Tracklisten)                 | 1              |
| Финляндия (Suomen virallinen lista) | 5              |
| Франция (SNEP)                      | 4              |
| Германия (GfK)                      | 5              |
| Венгрия (Rádiós Top 40)             | 8              |
| Ирландия (IRMA)                     | 5              |
| Италия (FIMI)                       | 3              |
| Нидерланды (Dutch Top 40)           | 28             |
| Нидерланды (Single Top 100)         | 18             |
| Новая Зеландия (Recorded Music NZ)  | 6              |
| Норвегия (VG-lista)                 | 4              |
| Польша (Dance Top 50)               | 12             |
| Шотландия (OCC Scotland)            | 1              |
| Словакия (Rádio — Top 100)          | 8              |
| Испания (PROMUSICAE)                | 8              |
| Швеция (Sverigetopplistan)          | 7              |
| Швейцария (Schweizer Hitparade)     | 3              |
| Великобритания (OCC UK Dance)       | 1              |
| Великобритания (OCC UK Singles)     | 3              |
| US Billboard Hot 100                | 14             |
| US Hot Dance Club Songs (Billboard) | 10             |
| US Pop Songs (Billboard)            | 13             |
| US Rap Songs (Billboard)            | 24             |

| Чарт (2011)                | Позиция |
| -------------------------- | ------- |
| Australian Singles Chart   | 55      |
| German Singles Chart       | 39      |
| Polish Dance Singles Chart | 24      |
| Swiss Singles Chart        | 41      |
| UK Singles Chart           | 31      |
| US Billboard Hot 100       | 88      |

## История релиза
| Страна        | Дата        | Формат                                 |
| ------------- | ----------- | -------------------------------------- |
| Весь мир      | 2 May 2011  | Цифровой формат                        |
| США           | 6 мая 2011  | Цифровой формат — инструментальная     |
| United States | 17 мая 2011 | Современное радио, ритмик аирплэй чарт |
| Германия      | 27 мая 2011 | CD                                     |